# Kaikoura-Erdbeben

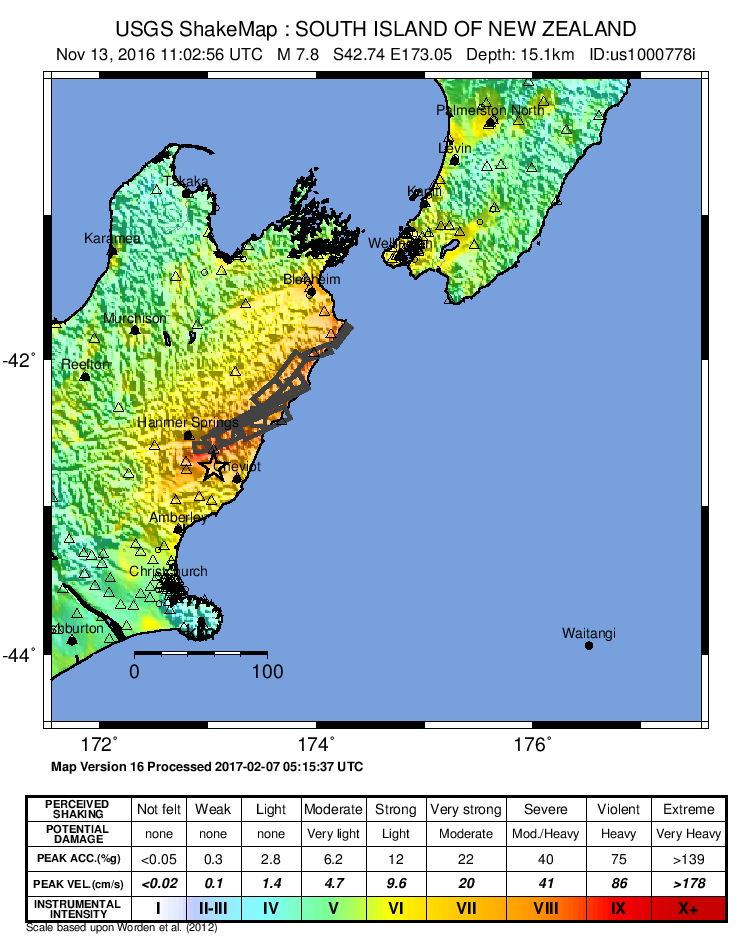
USGS ShakeMap

Einzelne Beben (Quelle: Geonet)

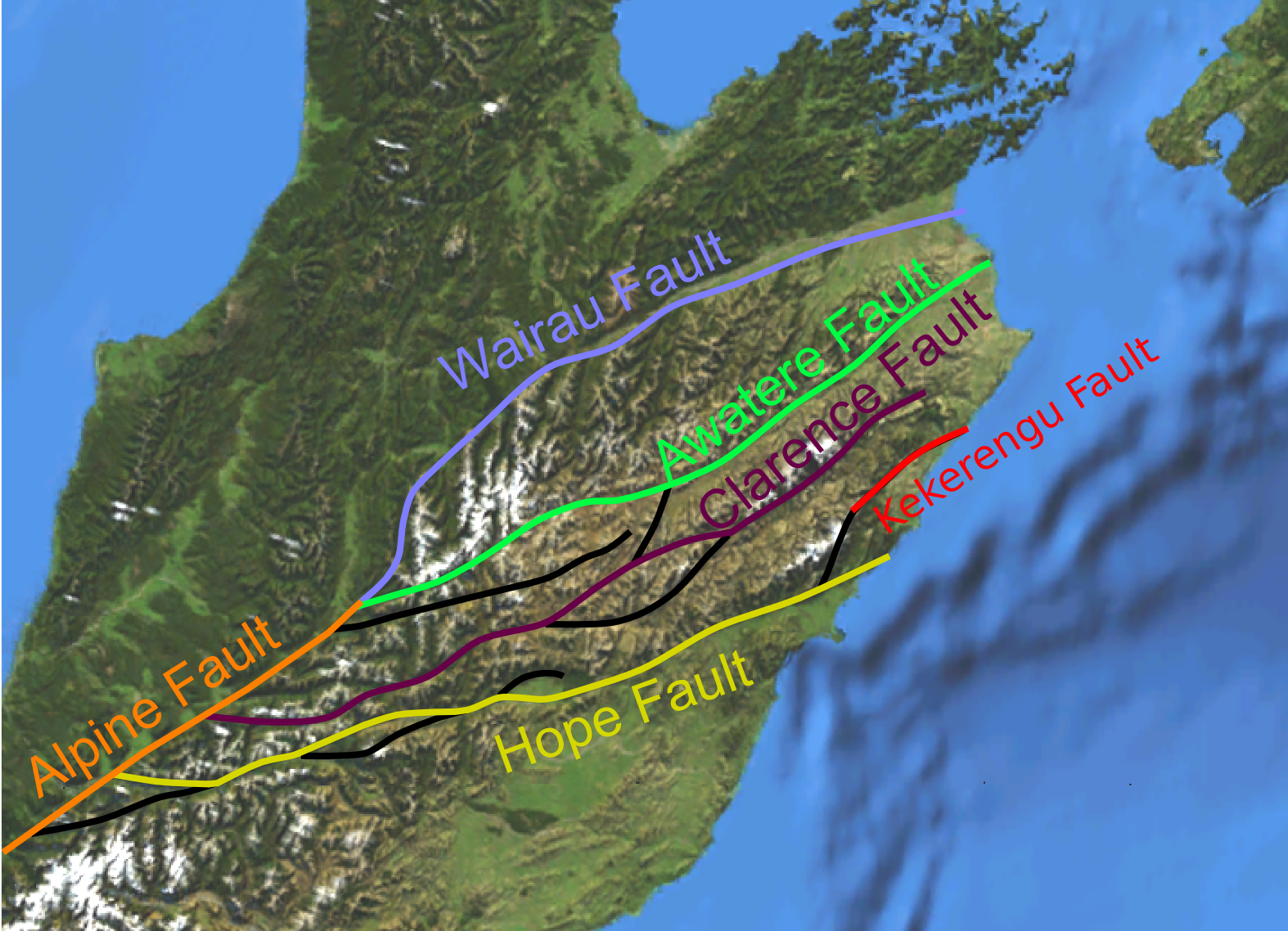
Verwerfungen im nördlichen Teil der Südinsel

Das Kaikoura-Erdbeben am 14. November 2016 mit dem Epizentrum im Norden der Region Canterbury in Neuseeland hatte laut Institute of Geological and Nuclear Sciences (GNS Science) eine Stärke von 7,8 und wurde auf beiden Hauptinseln des Landes in sehr unterschiedlicher Weise wahrgenommen. Neben vielen Sachschäden, tektonischen Verschiebungen, Erdrutschen und einem Tsunami kamen bei dem Beben zwei Menschen ums Leben. Die Zerstörungen in der Infrastruktur des nördlichen Canterbury hatte einen größeren Umfang als zunächst angenommen. Neuseeland akzeptierte Hilfsangebote von den Vereinigten Staaten, Australien, Kanada, Japan und Singapur.

## Das Beben
Das Beben hatte sein Hypozentrum 5,9 km östlich von Rotherham und 3,6 km südwestlich von Waiau in einer Tiefe von 15 km bzw. 23 km nach United States Geological Survey (USGS). Ihm folgten auf einer Länge von rund 150 km entlang der nordöstlichen Küste der Südinsel weitere Beben, die sich zusammenhängend über einen Zeitraum von rund zwei Minuten wie ein Erdbeben angefühlt haben. An dem Beben waren mehrere Verwerfungen beteiligt, die an der Küste liegende Kekerengu Fault, die Hope Fault, die Hundalee Fault und eine neu identifizierte Verwerfung in der Waipapa Bay. Dadurch betroffen war vor allem der nördliche Teil von Canterbury und die Ostküste.
Eine Messstation, die sich nahe dem Epizentrum befand, zeichnete eine Beschleunigung des Grundes von bis zu 1,3 g in horizontaler Richtung auf. Eine weitere Station, die in dem Ort Waiau liegt, wies einen Spitzenwert in der vertikale Beschleunigung von 3 g auf. Im Vergleich hierzu wies das Christchurch-Erdbeben vom Februar 2011 2,2 g auf.
Von seiner Intensität her wurde das Erdbeben bisher in die Kategorie VIII der Modifizierten Mercalli-Skala eingeordnet und im rund 200 km entfernten Wellington noch mit der Stärke zwischen VI und VII.
Der neuseeländische Katastrophenschutz gab umgehend nach dem Beben eine Tsunamiwarnung für alle Küstenabschnitte des Landes aus, Sirenen heulten an den Küsten aller Landesteile. Eine Flutwelle hatte an der Ostküste um die 2,6 Meter Höhe erreicht.

## Auswirkungen des Bebens
Neben Ausfällen in der Stromversorgung waren Teile der betroffenen Ostküste von der Kommunikation abgeschnitten und zahlreiche Straßenabschnitte an der Küste durch Bergrutsche unterbrochen. Auch die Eisenbahnlinie des Coastal Pacific war betroffen. In ersten Observationsflügen schätze man die Zahl der Erdrutsche zwischen 80.000 und 100.000. Ein Erdrutsch führte zu einer Blockade des Waiau Toa / Clarence River, dessen auf diese Weise entstandener Damm Tags darauf nachgab und eine Flutwelle verursachte.
Der größte Teil von Neuseeland hat sich durch das Erdbeben verschoben. So konnten die GPS-Messstationen des Landes Veränderungen in allen Teilen der beiden Hauptinseln feststellen, besonders aber im Norden der Südinsel und auf der Nordinsel bis hinauf nach Auckland. Die größte Verschiebung in horizontaler Richtung zeichnete die Messstation Cape Campbell des GNS Science im Marlborough District auf. Sie wies einen Versatz um mehr als zwei Meter in Richtung Nordnordost auf. Dagegen wurde der höchste vertikale Versatz an dem Küstenstreifen der Waipapa Bay dokumentiert. Hier hob sich der Grund um rund 5,5 m.

### Kaikoura
Kaikoura, größter Ort im nördlichen Teil der Region Canterbury, wurde mit seinem Umland durch das Beben von der Außenwelt abgeschnitten. Bergrutsche blockierten die Trasse des New Zealand State Highway 1 sowie die Eisenbahntrassen des Coastal Pacific nach Norden und nach Süden mehrfach an unterschiedlichen Stellen. Auch eine Nebenstrecke, die eine Verbindung zum New Zealand State Highway 7 herstellt, war nicht mehr befahrbar. Alle Strom- und Telekommunikationsverbindungen zu Kaikoura wurden ebenfalls zerstört. Der Ort musste per Helikopter mit Lebensmitteln, Medikamenten und anderem Notwendigen versorgt werden. Urlauber wurden per Helikopter und dem Transporter Canterbury der neuseeländischen Marine evakuiert. Die Sampson, ein Zerstörer der amerikanischen Marine, eigentlich auf dem Weg zu einem Freundschaftsbesuch nach Auckland, änderte seinen Kurs in Richtung Kaikoura um Hilfe zu leisten. Ebenso entsandten Australien die Darwin und Kanada die Fregatte Vancouver. Die neuseeländische Marine entsandte ebenfalls Schiffe, die die Versorgung der Region sicherstellen sollten.

### Wellington
Da die Erdstöße auch in der Region Wellington eine Beschleunigung des Grundes von bis zu 0,2 g verursachten, waren auch in Wellington Sachschäden zu verzeichnen. Ein neunstöckiges Bürogebäude in der Molesworth St, im Stadtteil Thorndon, unweit der National Library of New Zealand, wurde evakuiert und die Straßen weiträumig abgesperrt, da das Gebäude in seiner Grundstruktur beschädigt wurde und ein Einsturz nicht ausgeschlossen werden konnte. Auch die Thailändische Botschaft gegenüber dem Gebäude wurde geschlossen. Zudem wurde das Bürogebäude von Inland Revenue am 22. November 2016 evakuiert, nachdem Fachleute Schäden im Treppenhaus festgestellt hatten, die bei einem weiteren signifikanten Erdbeben die Sicherheit des Gebäudes eventuell beeinträchtigt hätten.